# Лисенко Юрій Васильович (інженер)
Ли́сенко Ю́рій Васи́льович (29 червня 1935, Полтава — 13 липня 2013, Київ) — полковник, останній українець, який брав участь у випробуваннях найбільшої в світі водневої бомби.

## Біографія
Народився в Полтаві, в сім'ї вчительки і викладача Педінституту 29 червня 1935 року. У 1944 році з батьками переїхав до Києва, де закінчив школу на Печерську. У 1953 році вступив до КВІАВУ ВПС на Солом'янці. Через п'ять років почав службу старшим техніком 124-го мінно-торпедного полку авіації Чорноморського флоту.

### Випробування ядерної зброї
Протягом чотирьох років був інженером (потім старшим інженером) випробувачем в/ч 77510 — (дослідно-наукова частина з питань випробувань ядерної і водневої зброї) на острові Нова Земля.
30 жовтня 1961 року, над військовим полігоном на одному з островів арктичного архіпелагу Нова Земля вибухнула радянська термоядерна бомба потужністю в 58 мегатонн (еквівалентна вибуху 58 мільйонів тонн тротилу).
Літак з бомбою вилетів з бази на Кольському півострові — це близько тисячі кілометрів від Нової Землі. Цей літак — заздалегідь переобладнаний для транспортування супербомби стратегічний бомбардувальник Ту-95В — в очікуванні своєї місії кілька років базувався у Київській області, на військовому аеродромі в Узині під Білою Церквою. Бомбу він скинув з висоти десять з половиною кілометрів. Вона повільно спускалася на гігантському парашуті — щоб літак мав час відлетіти подалі. Площа того парашута була півтори тисячі квадратних метрів. Через 188 секунд термоядерна бомба вибухнула в повітрі на висоті близько 5 км над Новою Землею.
Юрій Лисенко згадував:
|  | У низьких хмарах над полігоном висіла величезна вогняна куля. Вона росла і досягла близько 5 кілометрів у діаметрі. Вибухів такої потужності ніхто ніколи не бачив. Визначити, скільки там мегатонн, ми не могли, лише зрозуміли, що набагато більше ніж тридцять. Багряна куля з помаранчевими плямами висіла в небі хвилини дві. Я бачив, як усередині кулі вибухали різнокольорові зірочки, схожі на святковий салют. Потім куля поступово згасла, і почав рости атомний гриб. Він швидко зник у хмарах, ми бачили лише чорно-сірий стовп. Потім я дізнався, що гриб досяг стратосфери, а його «капелюшок» розрісся у діаметрі на 90 кілометрів. Наші радіостанції замовкли - електромагнітний імпульс на 40 хвилин вивів з ладу системи зв'язку практично в усьому арктичному регіоні. |

Цей неймовірний заряд у кілька разів перевищив сумарну потужність всіх вибухових пристроїв, застосованих під час Другої світової війни, — включаючи і дві атомні бомби, скинуті американцями на японські міста Хіросіма і Нагасакі в 1945 році. Характерний «ядерний гриб» піднявся в небо майже на 70 кілометрів, спалах і гуркіт зафіксували в радіусі 1000 кілометрів, а колосальна ударна хвиля тричі обійшла земну кулю.

### Робота в незалежній Україні
З моменту незалежності України працював інженером, а потім і провідним інженером в НДІЕМП.
За роки роботи в 4054 ВП МО довів до серійного виробництва і прийняття на озброєння такі вироби (апаратура запису-відтворення розвідувальної інформації) як «Маслина», «Янтар», «Куб», «Ложка», «Багатогранник», «Дзига», «Острів», «Соловка», «Стеньга-К» і багато інших… Він вніс гідний внесок як вимогливий представник Замовника у створення спеціальної техніки, яка допомагала раніше в СРСР і сьогодні допомагає забезпечувати важливі питання безпеки України, зокрема, Головного управління розвідки Міністерства оборони України, біля витоків створення системи технічного забезпечення якого він стояв.
Полковник Лисенко Ю. В. був дійсним членом Об'єднання ветеранів розвідки України, Головою Спілки ветеранів ядерних випробувань України, членом Ради ветеранів України. Відстоював інтереси ветеранів України взагалі і, зокрема, ветеранів-випробувачів ядерної зброї, учасників ліквідації наслідків Чорнобильської аварії.
Помер 13 липня 2013 року в Києві. Похований на Берковецькому кладовищаі.

## Нагороди
Відзначений орденами Трудового Червоного Прапора (за Нову Землю) і Червоної Зірки, а також більш ніж 25-ма медалями, численними грамотами та подяками.